# Système intégrable
En mécanique hamiltonienne, un système intégrable au sens de Liouville est un système qui possède un nombre suffisant de constantes du mouvement (en) indépendantes. Lorsque le mouvement est borné, la dynamique est alors périodique ou quasi périodique.

## Définition

### Rappels de mécanique hamiltonienne
Soit un système à N degrés de liberté qui est décrit à l'instant {\displaystyle t} par :
- les N coordonnées généralisées {\displaystyle \{q_{i}(t)\}_{i=1,\dots ,N}}
- les N moments conjugués {\displaystyle \{p_{j}(t)\}_{j=1,\dots ,N}}.

À chaque instant, les 2N coordonnées {\displaystyle (q_{i}(t),p_{j}(t))} définissent un point dans l'espace des phases Γ = ℝ2N. L'évolution dynamique du système sous le flot hamiltonien se traduit par une courbe continue appelée orbite dans cet espace des phases. Un système hamiltonien invariant par translation dans le temps satisfait toujours à la conservation de l'énergie :
de telle sorte que sa dynamique est en fait restreinte à une hypersurface SE⊂Γ à 2N-1 dimensions.

### Critère d'indépendance des constantes du mouvement
Considérons un système hamiltonien invariant par translation dans le temps qui possède N constantes du mouvement en comprenant l'énergie. Soient {Fi}{i=1,…,N} ces N constantes du mouvement. Pour que le système soit intégrable au sens de Liouville, ces constantes doivent être en involution, c’est-à-dire que leurs crochets de Poisson vérifient :
{\displaystyle \forall \ (i,j)\ ,\qquad \left\{F_{i},\ F_{j}\right\}\ =\ 0}

### Propriétés d'un système intégrable
Lorsque le mouvement est borné, on peut trouver une transformation canonique des 2N variables originales (qi,pj) vers 2N nouvelles variables constantes du mouvement « actions-angles » (Ii,θj) l'Hamiltonien ne dépend plus que des N variables d'action : Ii.
C'est le théorème d'Arnold-Liouville-Mineur. Dans les coordonnées action-angle, on a :
{\displaystyle H(q_{i}(t),p_{j}(t))\ =\ {\tilde {H}}(I,t)\ =\ E}
Dans ce cas, les équations canoniques de Hamilton pour les actions deviennent :
donc les actions I sont toutes des constantes. Par ailleurs, on a également les équations canoniques de Hamilton pour les angles :
Les vitesses angulaires sont donc indépendantes du temps, de telle sorte que les angles augmentent linéairement avec le temps, et le mouvement est alors quasi périodique :
{\displaystyle \theta ^{j}(t)\ =\ \omega ^{j}(I_{i})\ t\ +\ \theta ^{j}(0)}
Ainsi, lorsque le mouvement est borné, la dynamique d'un système intégrable est-elle restreinte à un tore invariant TN⊂Γ à N dimensions dans l'espace des phases, au lieu d'explorer toute l'hypersurface d'énergie SE a priori accessible. Ce tore invariant est caractérisé par la valeurs des N actions, et l'espace de phases Γ est ainsi localement feuilleté par ces tores invariants, correspondants aux différentes valeurs possibles des actions.

## Note
1. ↑  Par contre, les vitesses angulaires dépendent en général des valeurs des actions.